# ウォーワゴン

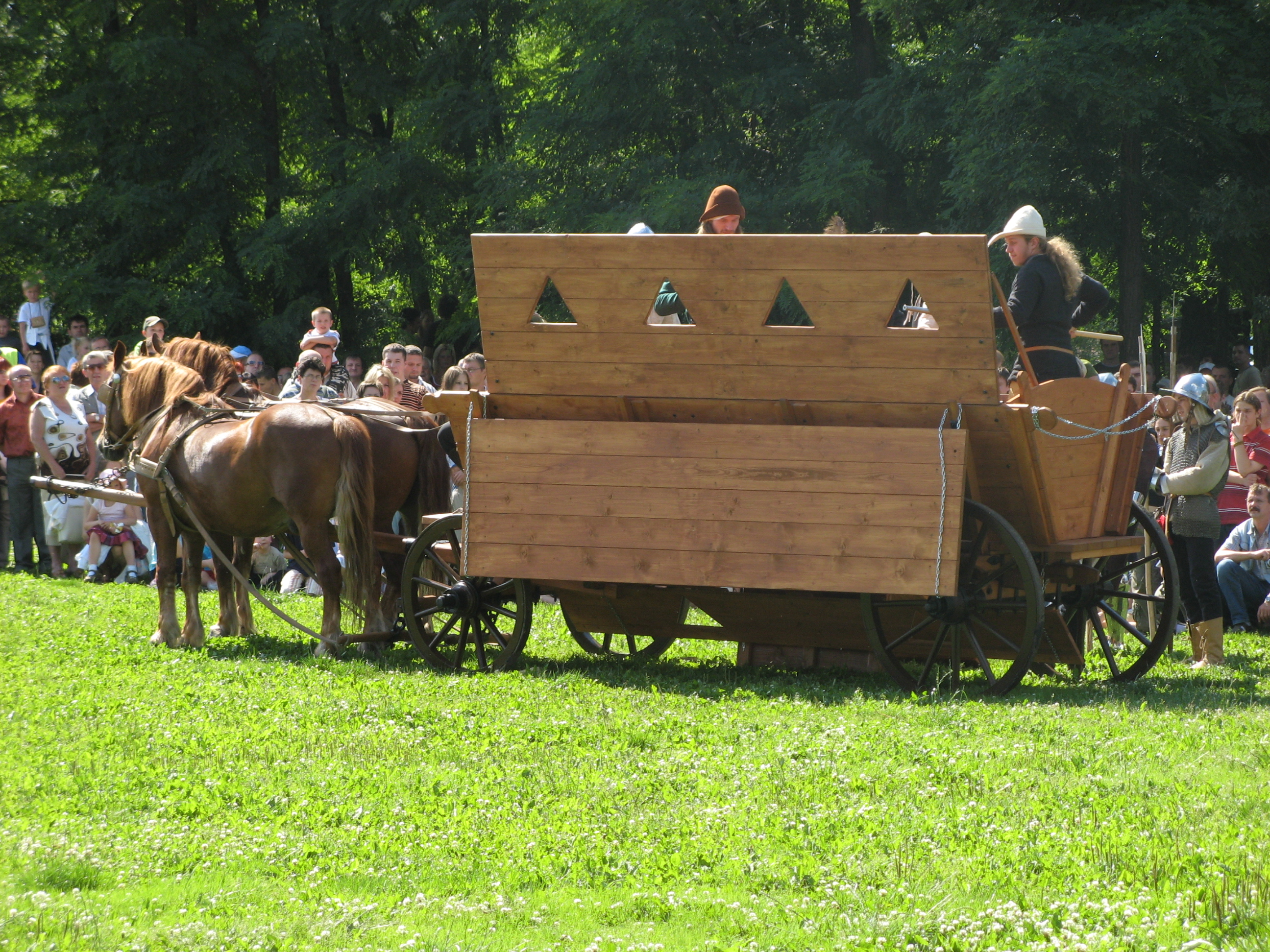
フス戦争で使われたウォーワゴン ヴァーゲンブルクの再現

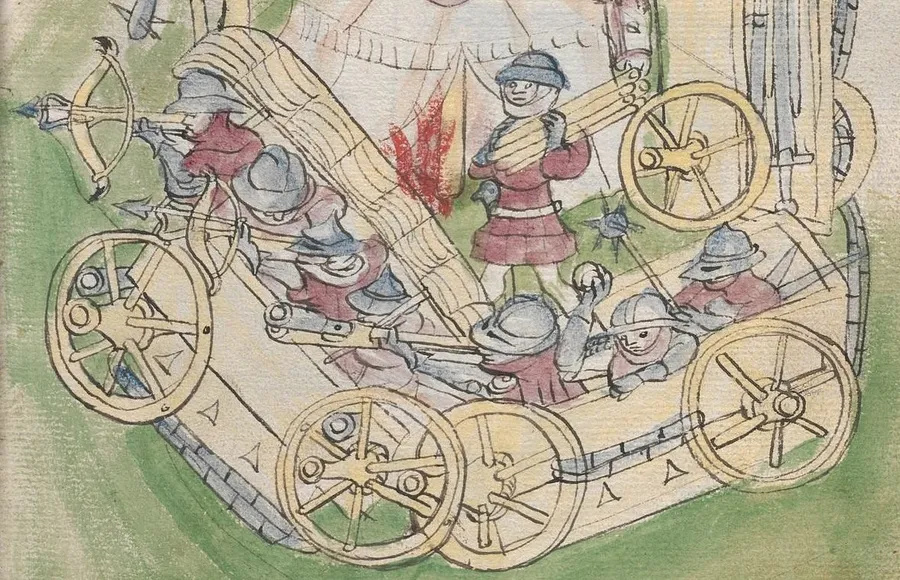
フス戦争のヴァーゲンブルク

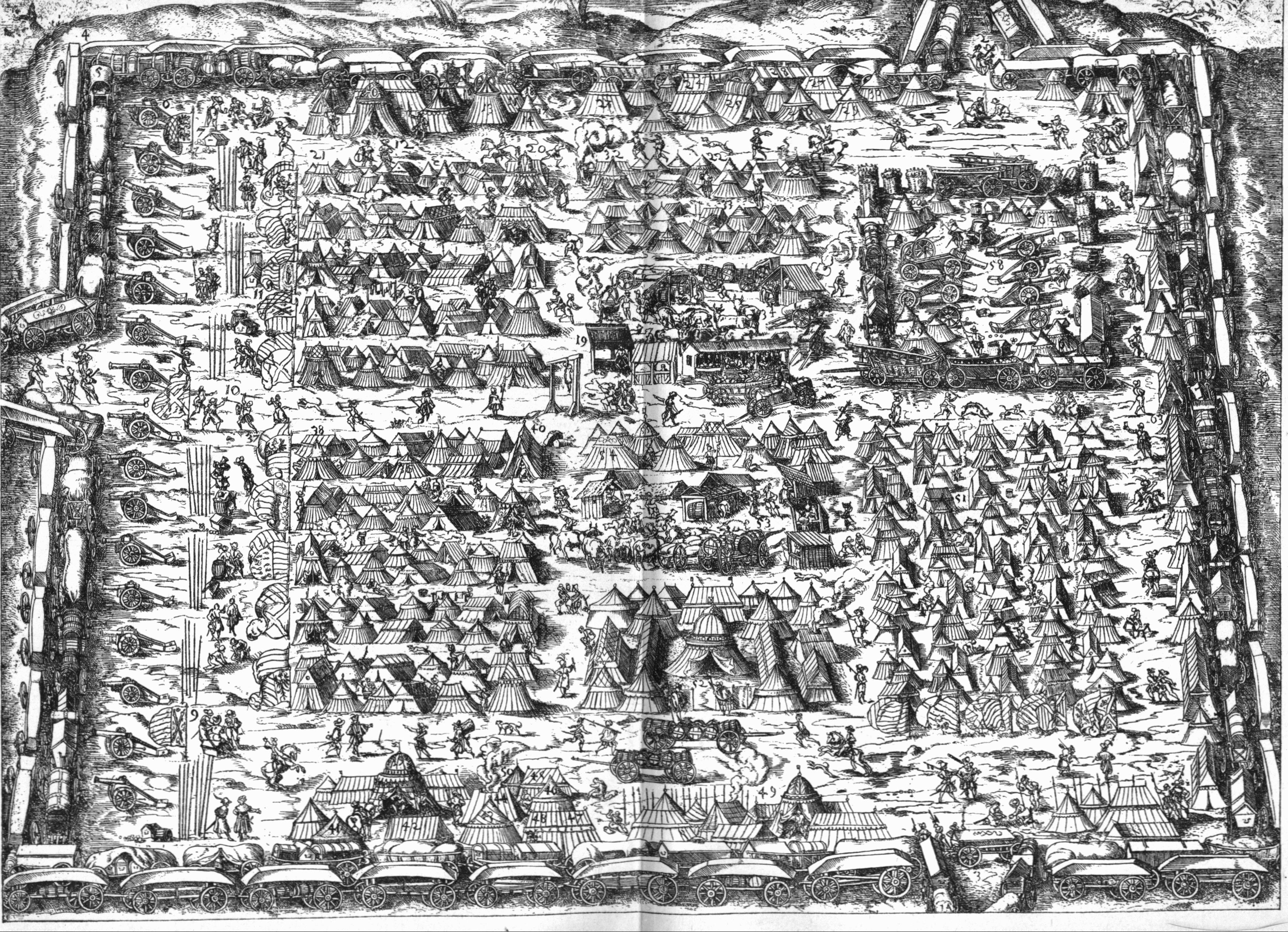
16世紀の軍事キャンプの様子

ウォーワゴン（War wagon）とは、戦争に使われた重厚な馬車である。内部乗員は馬車で大砲や矢から身を守りながら、細いスリットから槍、弓、弩、銃等で攻撃を行った。また、キャンプを囲い機動的な要塞としても運用された。
時代や地域によって、Wagon Fort、ヴァーゲンブルク（Wagenburg）、洞屋车などとも呼ばれる。ウォーワゴンの運用で最も知られるフス戦争では、ボゾバ ハラドバ（チェコ語: vozová hradba）と呼ばれている。
古代には戦車（チャリオット）として戦闘用の馬車は存在したが、チャリオットは馬に牽引されて戦場を駆け回る機動戦力として運用されたのに対し、ウォーワゴンは戦闘時は馬を外す、移動可能なトーチカである点で区別される。

## 歴史
最も古い記録は、『漢書』に記載されている紀元前119年の漢匈戦争における「武剛車」である。
紀元前1世紀の書物『ガリア戦記』にも、馬車による陣地について記載されている。
4世紀のローマ軍将校で歴史家であるアンミアヌス・マルケリヌスによるローマ軍の陣地「AD carraginem」がゴート族野営のような形式に近づいているという説明である。これを歴史家はWagon Fort（馬車砦）として解釈している。
その他、カルカ河畔の戦いなど、多くの戦いで馬車による防衛陣地を構築運用する戦術が見られる。

## バリエーション

### Laager
語源は南アフリカのlaager, lager, leaguer、laer（ドイツ語の軍を意味するlegerから来ているアフリカーンス語）であり、元々彼らは侵略者や夜行性の動物から守るため、荷車で円陣を作り内側に牛や馬を引き入れて守った。 19世紀のアメリカでも、同じように馬車で円陣を作り開拓者を襲撃から守った。

### Tabor
語源はフス戦争の軍事拠点ターボル（Tábor）かフス戦争タボール派に由来する。コンボイやキャンプに使われる馬車である。ジプシーなどの移動系民族で見かける。13世紀から20世紀までヨーロッパの軍隊支援に使用され、野外炊具・武器職人・靴屋などの後方支援の人間や、すべての必要な物資を乗せて移動した。

### 車営
明の名将戚継光や孫承宗によって対モンゴル騎兵を念頭に考案・実行された。火器を搭載した車両（牛馬車）と拒馬器（バリケード）で円陣または地形に合わせた方陣を組み、中心に鳥銃などの小型火器兵と長槍兵を置いたものであったという。

## 馬車ではない物

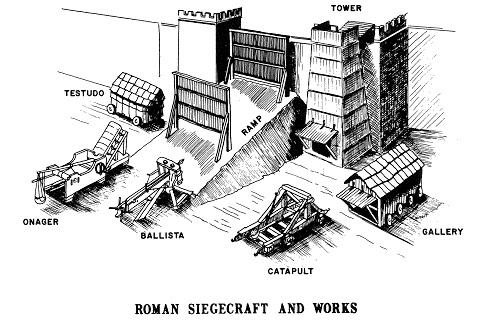
ローマ時代の攻城兵器

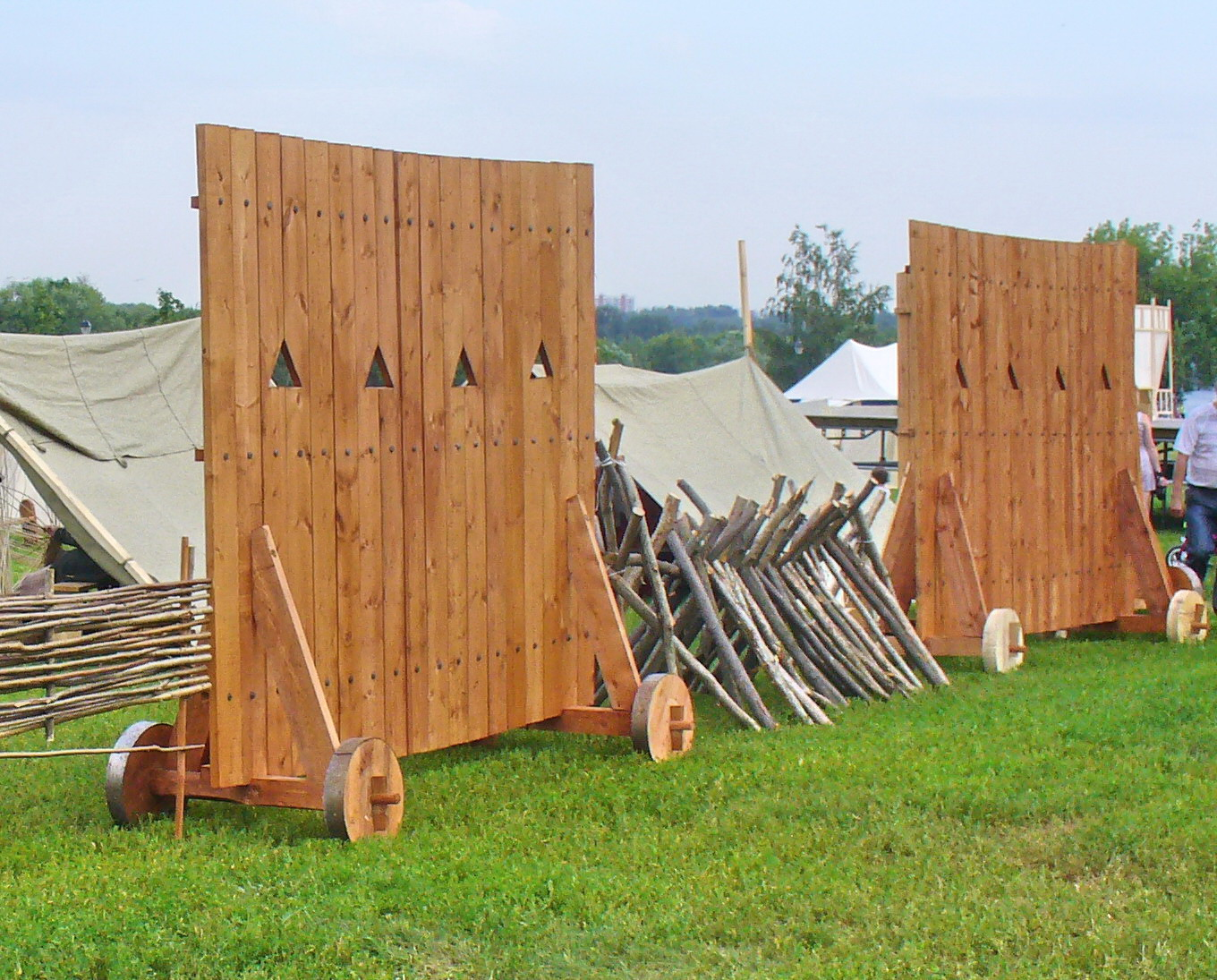
ゴウリャイ-ゴゥロトの再現

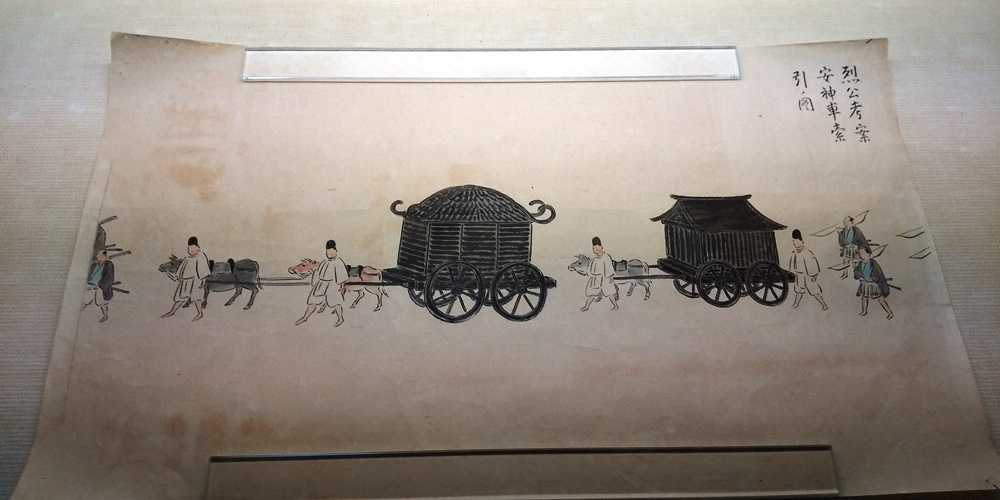
烈公考案安神車牽引ノ図（複製　弘道館所蔵）

### testudo
ローマ軍のgalleryと呼ばれる覆いで装甲車化した破城槌やバリスタの事である。ウェゲティウスによれば、破城槌のラムが陸ガメ（testudo）の首を引っ込める動作に似てる事から名前が付けられた。シラクサ包囲で初めて使用された。当初は木材と厚板のみであったが、後に全体を生皮で覆う事で耐火性を獲得した。

### ゴウリャイ-ゴゥロト
- ゴウリャイ-ゴゥロト（ロシア語: Гуля́й-го́род,  「放浪する町」の意）：移動式の置き盾である。車輪のほか、ソリでの移動も行われた。15世紀から17世紀までロシア軍が陣地の構築に使用した。

### 木慢
- 木慢：中国や日本の戦国時代に使用された台車と盾を組み合わせた攻城兵器[8]。

### 車盾
- 車盾（もしくは車竹束）：日本で使用された火縄銃などを凌ぐ台車付防盾[9][10][11]

- ローマ時代ではvineae、英語ではマントレット（Mantlet）と呼ばれる。

### 亀甲車
- 亀甲車：文禄の役において、中国の兵法書を基に加藤清正らによって製作された[12][13]。

### 安神車
- 安神車：水戸藩9代藩主徳川斉昭が作成させた装甲牛車といったようなもの。鎧を着せた牛に引かせた台車に鉄板で作った車箱をのせたもので、中に兵士が入り四方に設けられた銃眼から射撃できるようにした。[14]。

### 轒辒车
中国のtestudoで、紀元前6世紀の武将孫武は、4輪の木の車を牛革で覆い、内側に10人程度が入り動かすものだと解説している。日本にも伝わり、フンオン車とよばれ使用された。